# Trégornan-en-Glomel
Trégornan-en-Glomel (pour Tré.Korant, trève de Saint Corentin) est l'une des trois paroisses (en fait une trève) de Glomel située à la limite du Morbihan dans le département des Côtes-d'Armor en Bretagne.

## Origines et description

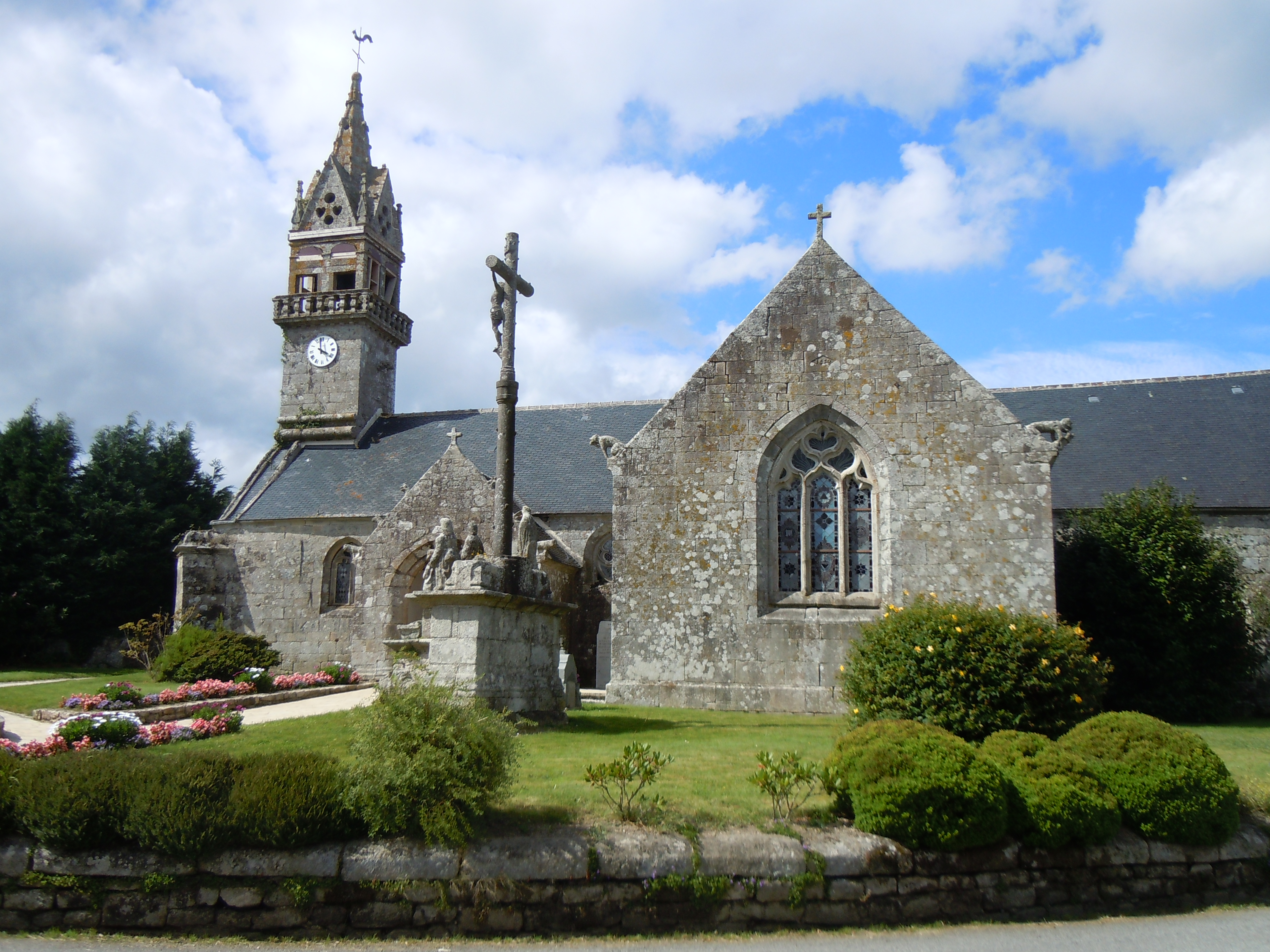
l'église de Trégornan

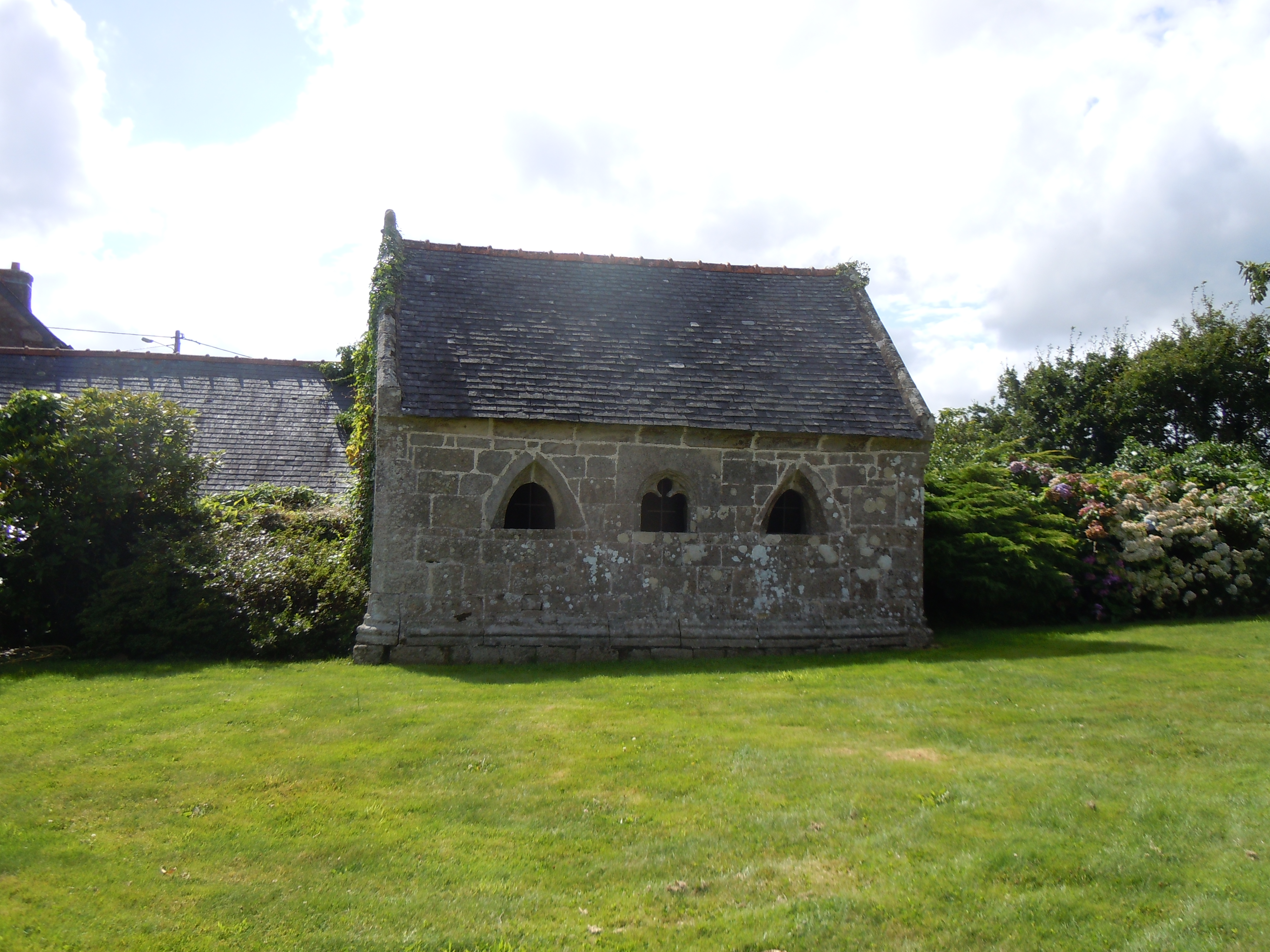
l'ossuaire de Trégornan

La paroisse est fondée à la charnière du Ve siècle et du VIe siècle, dans le cadre de l'évangélisation de la vallée supérieure de l'Ellé par Saint Corentin, évêque de Quimper vers 490.
L'église Saint-Corentin date du XVe siècle, sa nef du milieu du XVIe siècle, son porche sud et son transept de la deuxième moitié du XVIe siècle, sa sacristie de 1627 et son clocher de la fin du XVIIe siècle ou du début du XVIIIe siècle. Elle fut restaurée en 1850.
À l'ouest de l'enclos, l'ossuaire d'aspect rustique est ajouré de trois arcades plein cintre, celle du centre étant trilobée. L'inscription : "Resquiescant in pace" est toujours d'actualité puisque l'ossuaire abrite encore des ossements.

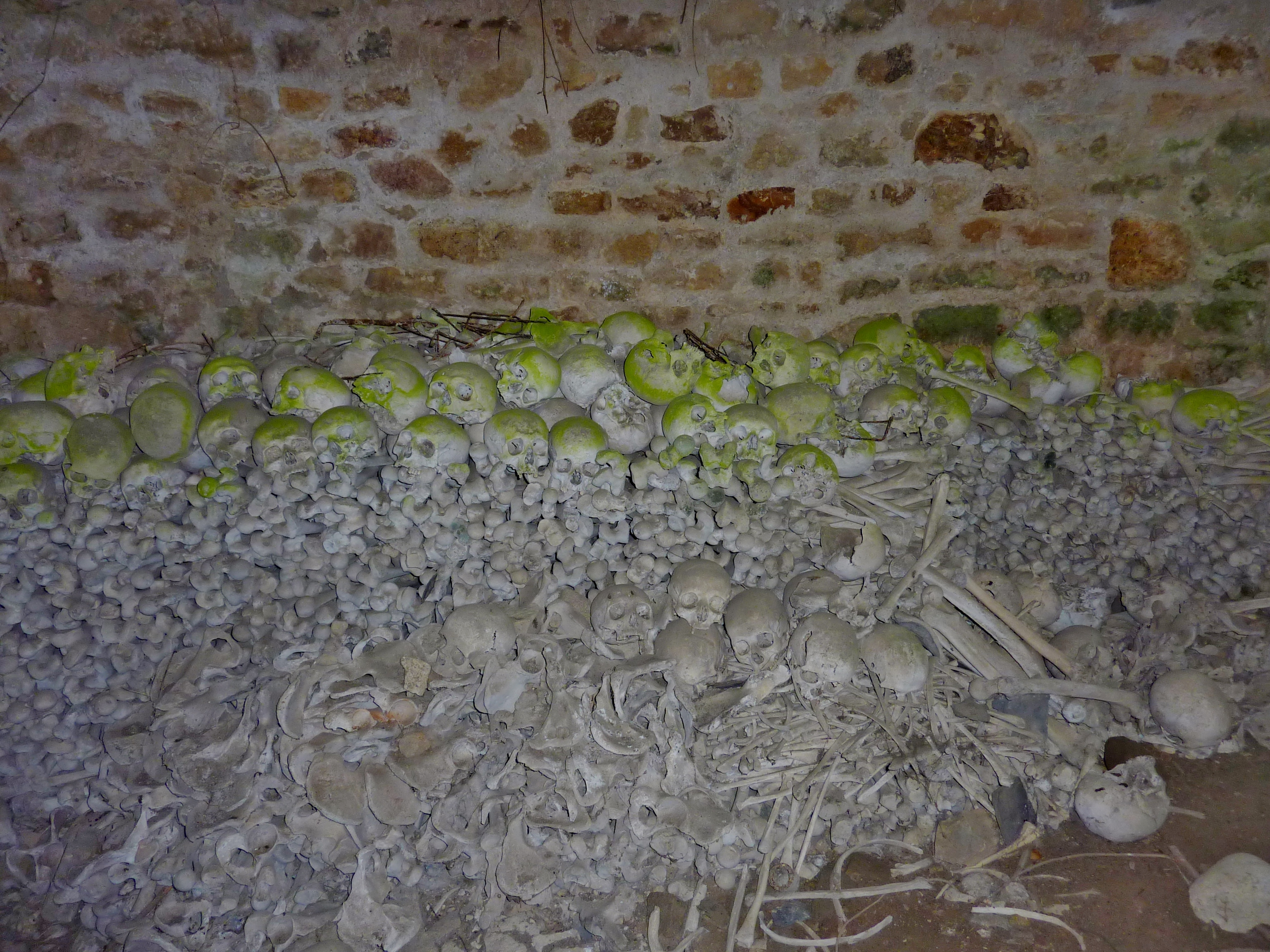
Ossements dans l'ossuaire de Trégornan 1.
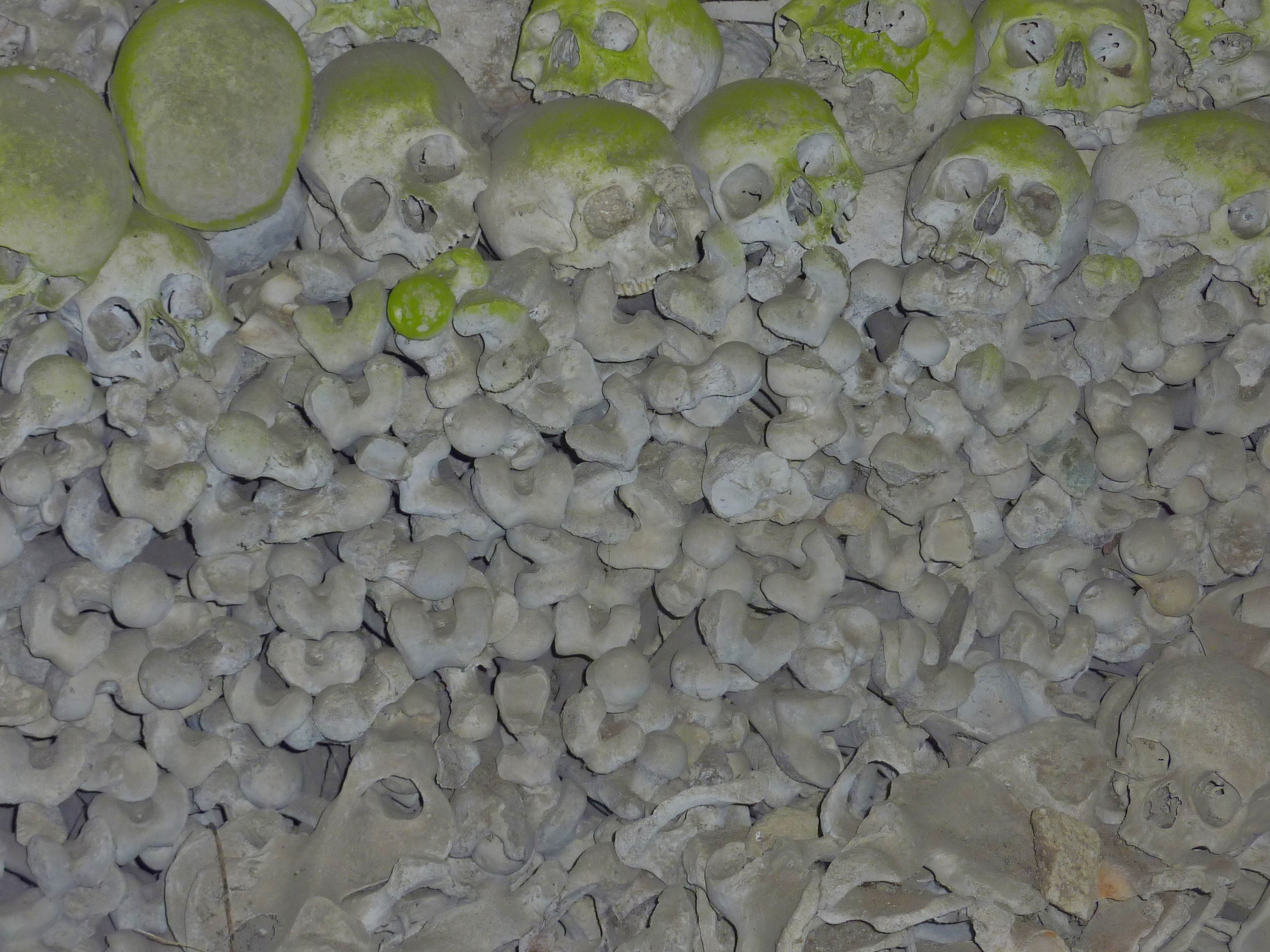
Ossements dans l'ossuaire de Trégornan 2.
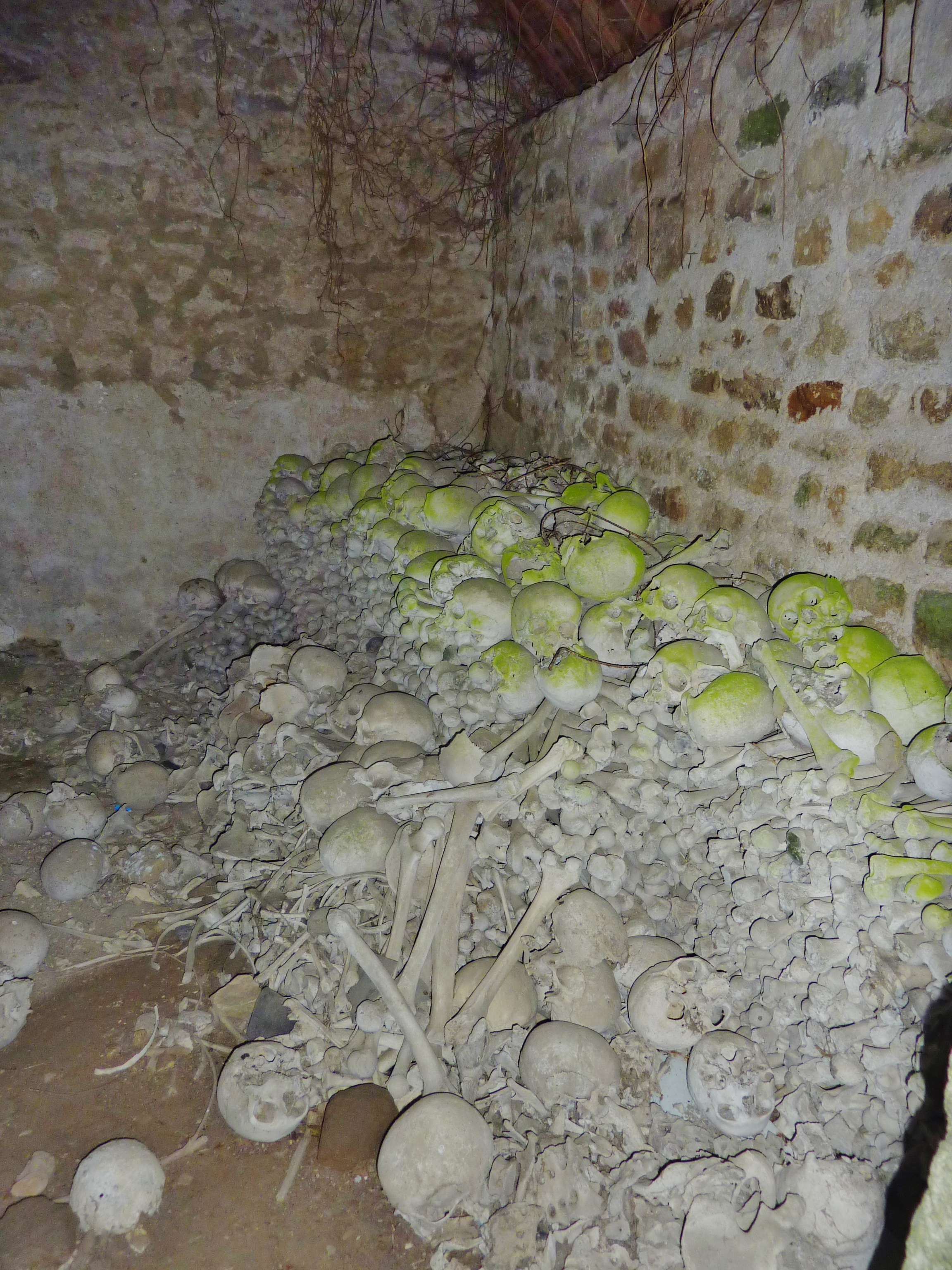
Ossements dans l'ossuaire de Trégornan 3.

Face au porche sud de l'église, le calvaire de la première moitié du XVIIe siècle comprend une Mise au tombeau et une Piétà ainsi que des vestiges en mauvais état. La croix a été remplacée en 1862.

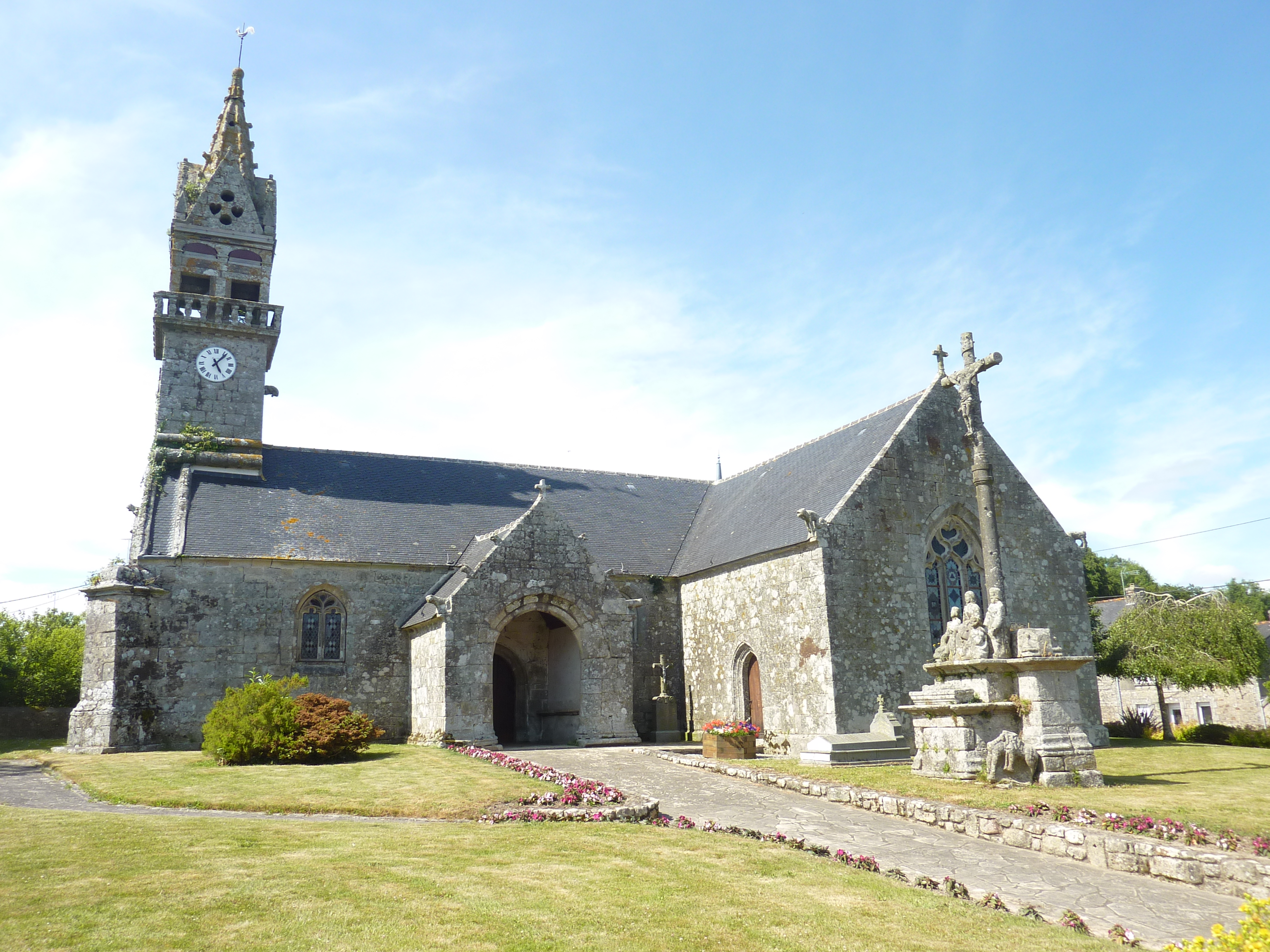
L'église Saint-Corentin de Trégornan et son calvaire
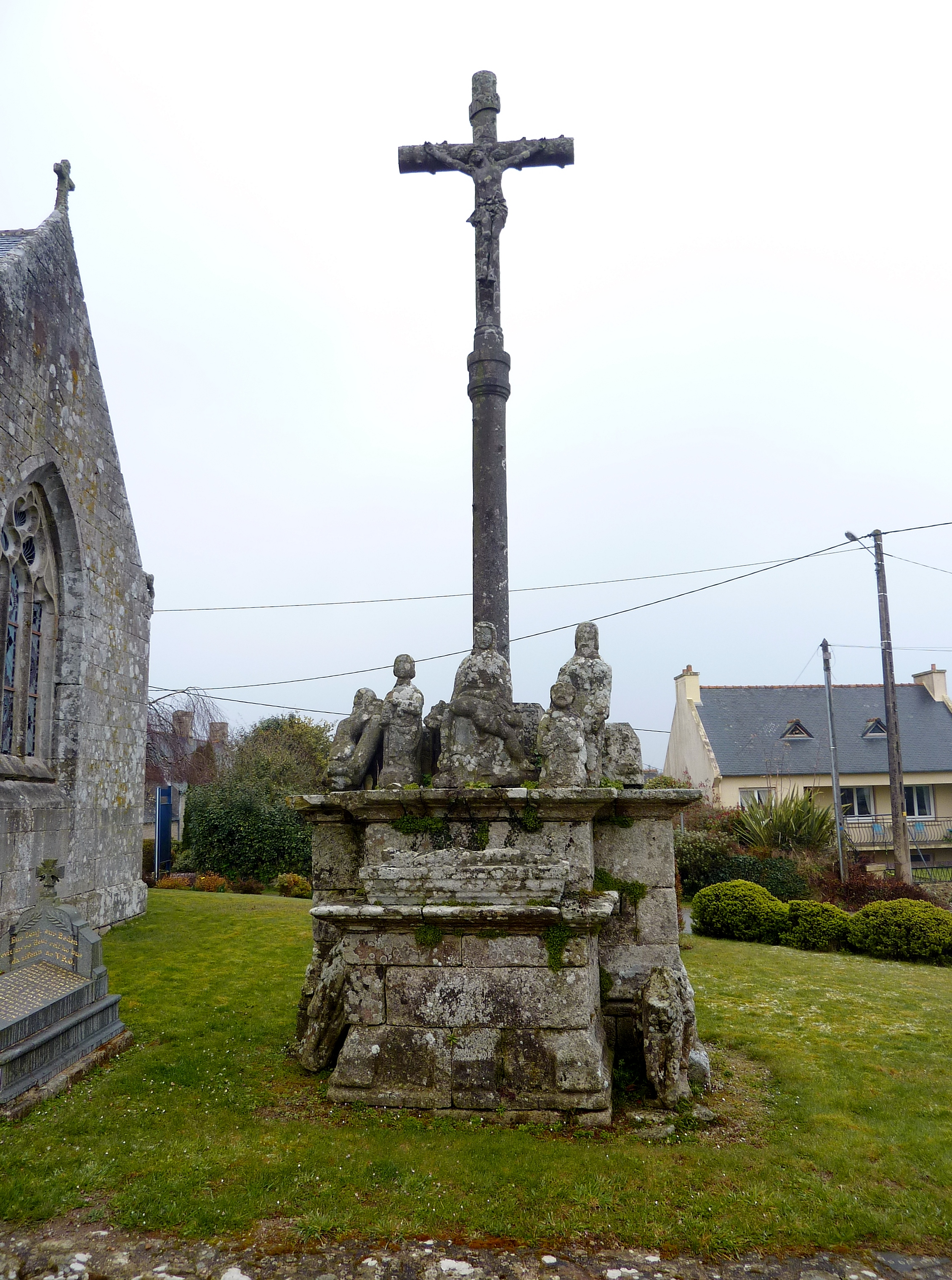
Le calvaire du placître de l'église Saint-Corentin.
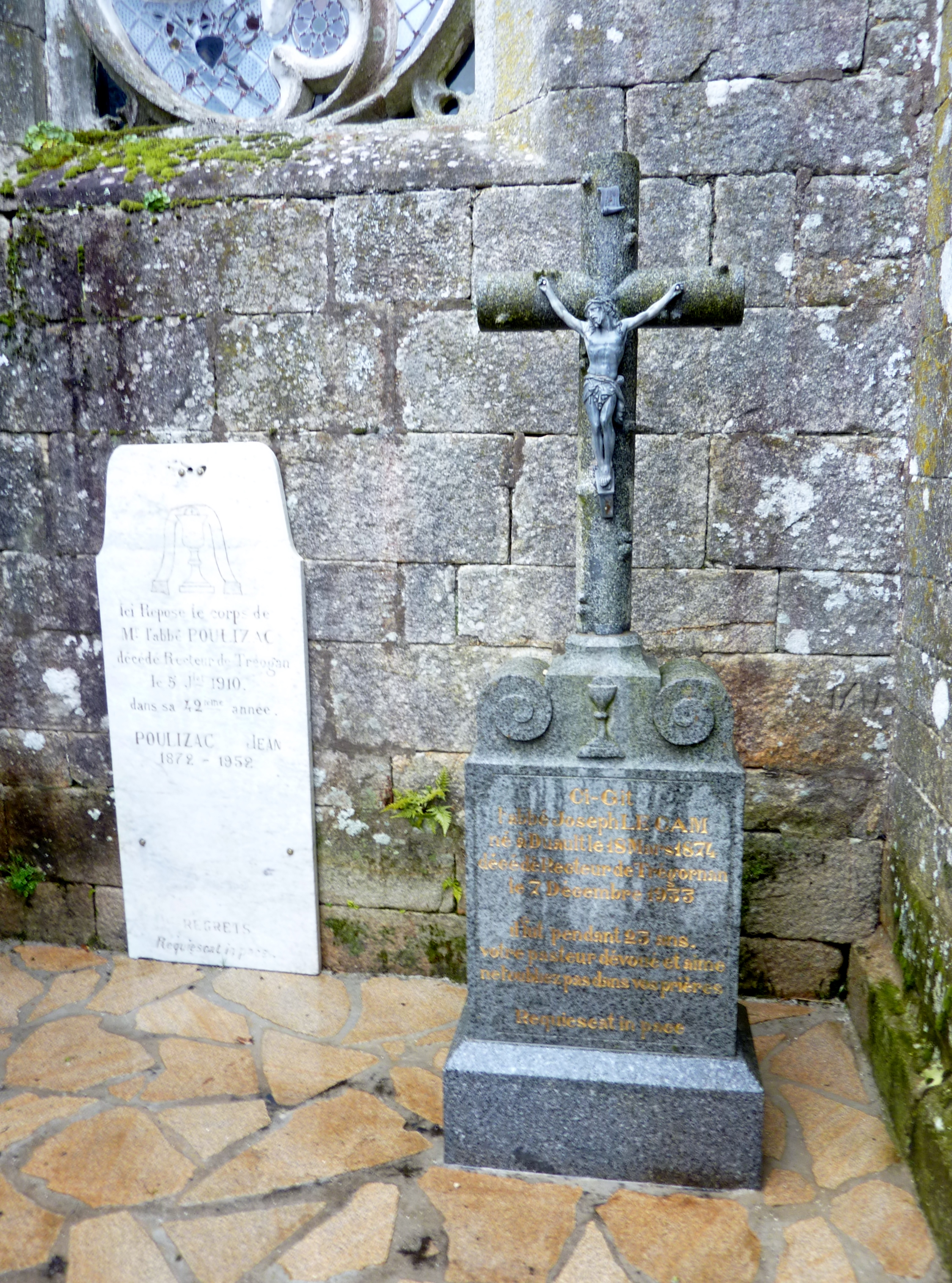
Les tombes de deux anciens recteurs de Trégornan : les abbés Poulizac et Joseph Le Cam.